# 陳于王
陳于王（1558年—？），字伯襄，號颖亭，浙江嘉興府嘉善縣人，民籍，明朝政治人物。

## 生平
萬曆十年壬午鄉試十三名，萬曆十四年（1586年）丙戌科會試一百三十九名，登三甲第一百十六名進士，兵部观政。父陳卿，勤苦拮据，积米百馀石，岁荒出贷贫者，次年复荒，尽捐之。于王补句容令，有循绩，与前尹丁賓并称贤。历礼部郎中，升湖廣武昌副使，时患盗，檄柯、陈十二姓，擒治渠魁，散其馀党，数郡帖然。岁祲赈恤，多全活。以福建臬使致仕。子陳山毓、陳龍正，有傳。

## 家族
曾祖陳芬；祖父陳罍；父陳卿。母盛氏；繼母錢氏。重庆下。弟陳于陛。

## 延伸阅读
[在维基数据编辑]
 《明史卷二百六十九》，出自《明史》